# Арбереський діалект
Арбереський діалект (алб. Arbërisht/Arbërishtja/T'arbrisht) — діалект албанської мови, яка є рідною для арберешів, албанців Італії.
Арбереський діалект є частиною тоскського діалекту албанської мови (нагадує в цілому говір, характерний для центральної частини Півдня Албанії) і має такі ж відхилення від літературної норми, як і арнаутський діалект. Є рідною мовою для албанців Південної Італії, запозичив досить багато з середньовічної албанської мови доосманських часів і з грецької мови (лексика і вимова), а також зберіг те, що втрачено в сучасному тоскському діалекті. Так, у ньому збереглися певні складові початкові приголосні кластери, які були спрощені в стандартній албанській мові (в арбереській «мові» — gluhë, в стандартній албанській — gjuhë).
До 1990 року арбереський діалект в Албанії називався саме албанською мовою, а його носії смутно розуміли зв'язок свого говору з албанським. До 1980-х років він був виключно розмовним, письмова форма його використовувалася тільки в італо-албанській греко-католицькій церкві, а стандартною албанською арбереші майже не володіли. У 1990-ті роки велика кількість носіїв албанської мови переїхала в Італію, і до цих «нових албанців» арбереші відчували двоїсті почуття. В даний час[коли?] робляться зусилля[джерело?] з порятунку арбереського діалекту, його культурної та мовної спадщини: він викладається в італійських школах, на ньому пише книги і підручники поет Зеф Скіро Ді Маджо). Деякими вченими виділяється ще один діалект — діалект Ваккариццо, на якому розмовляють у селі Ваккариццо-Альбанезе.